# Старофранцуски језик
Старофранцуски језик (ISO 639: fro), је историјски језик француске подгрупе индоевропских језика који се у средњовековно доба између 10. и 15. века говорио на подручју данашње централне и северне Француске и Белгије.
Предак је савременог француског језика. 